# Monomania
Monomania — шестой студийный альбом американской рок-группы Deerhunter, выпущенный 7 мая 2013 года на лейбле 4AD Records. Этот альбом, спродюсированный как группой, так и Николасом Вернесом, является первым альбомом с участием басиста Джоша Маккея и единственным студийным альбомом с участием гитариста Фрэнки Бройлза.

## История
Название альбома является отсылкой к навязчивым чертам характера вокалиста Брэдфорда Кокса. В 2015 году Кокс размышлял о своей жизни во время написания, записи и продвижения Monomania, заявив: «На самом деле я переживал глубокий период страстной ярости. […] Вот каким я был в то время: запутавшийся развалина. Monomania была очень ненавистной пластинкой, и я плохо обращался со многими людьми вокруг себя. Мне было очень больно и очень одиноко. Но было также большое чувство юмора; Я никогда не теряю чувства юмора».
Альбом был записан в студии Rare Book Room Studio в Бруклине с продюсером Николасом Вернесом, который также продюсировал альбом Microcastle (2008) и мини-альбом Rainwater Cassette Exchange (2009).

## Отзывы
| Совокупная оценка          | Совокупная оценка |
| Источник                   | Оценка            |
| -------------------------- | ----------------- |
| AnyDecentMusic?            | 7.7/10            |
| Metacritic                 | 81/100            |
| Оценки критиков            |                   |
| Источник                   | Оценка            |
| AllMusic                   | [ 11 ]            |
| The A.V. Club              | B+                |
| Entertainment Weekly       | B+                |
| The Guardian               | [ 14 ]            |
| MSN Music (Expert Witness) | A                 |
| NME                        | 8/10              |
| Pitchfork                  | 8.3/10            |
| Q                          | [ 18 ]            |
| Rolling Stone              | [ 19 ]            |
| Spin                       | 9/10              |

Альбом получил положительные отзывы от музыкальных критиков. На сайте Metacritic, который присваивает нормализованную оценку из 100 баллов отзывам критиков, альбом получил средний балл 81, основанный на 41 отзыве, что свидетельствует о «всеобщем признании».
Ян Коэн из Pitchfork назвал альбом «Лучшей новой музыкой» недели, написав: «Monomania — это, безусловно, сильная работа, и что ещё более важно, они избежали создания своей сдувающейся пластинки „уменьшающейся отдачи“ […], которая заставляет сомневаться в том, не слишком ли далеко они зашли по одному и тому же пути. Они сделали нечто достойное восхищения, заставив нелогичный поворот налево почувствовать себя логичным следующим шагом там, где его не было». Марк Хоган из Spin также высоко оценил альбом, написав: «Бесхитростно блестящий 12-песенный набор неряшливого гаражного рока с моментами мечтательного мерцания, Monomania не оставляет никаких сомнений в том, что Deerhunter — это группа, которая не опустится до завоевания».
Кевин Лидел из журнала Slant Magazine, напротив, дал альбому неоднозначную рецензию, написав: «Каталог многоточий и пустых мыслей, альбом вряд ли характерен для придирчивого характера группы. Если альбомы Deerhunter и группы Atlas Sound обычно отражают навязчивый блеск и дотошный пафос личности Кокса, то в Monomania мало признаков того и другого, которому крайне необходимо чуть меньше импульса и чуть больше OCD».

## Коммерческий успех
Альбом дебютировал на 41-м месте в американском хит-параде альбомов Billboard 200 после своего выпуска, продав около 10 000 копий в США за первую неделю. Он также дебютировал под номером 12 в рейтинге лучших рок-альбомов Billboard Top Rock Albums и под номером 10 в чарте альтернативных альбомов Alternative Albums. По состоянию на октябрь 2015 года в США было продано 33 000 копий альбома.

## Список композиций
Слова и музыка всех песен — Bradford Cox except for "The Missing" written by Lockett Pundt.
| №   | Название                   | Длительность |
| --- | -------------------------- | ------------ |
| 1.  | «Neon Junkyard»            | 2:52         |
| 2.  | «Leather Jacket II»        | 3:09         |
| 3.  | «The Missing»              | 3:41         |
| 4.  | «Pensacola»                | 4:00         |
| 5.  | «Dream Captain»            | 3:02         |
| 6.  | «Blue Agent»               | 3:30         |
| 7.  | «T.H.M.»                   | 4:19         |
| 8.  | «Sleepwalking»             | 3:08         |
| 9.  | «Back to the Middle»       | 2:37         |
| 10. | «Monomania»                | 5:19         |
| 11. | «Nitebike»                 | 4:17         |
| 12. | «Punk (La vie antérieure)» | 3:27         |

## Позиции в чартах
| Чарт (2013)                                  | Высшая позиция |
| -------------------------------------------- | -------------- |
| Бельгия/Фландрия (Ultratop)                  | 84             |
| Бельгия/Валлония (Ultratop)                  | 130            |
| Нидерланды (Album Top 100)                   | 79             |
| Ирландия (IRMA)                              | 68             |
| Великобритания (UK Albums Chart)             | 71             |
| Великобритания (UK Independent Albums Chart) | 17             |
| США (Billboard 200)                          | 41             |
| США (Billboard Top Alternative Albums)       | 10             |
| США (Billboard Independent Albums)           | 6              |
| США (Billboard Top Rock Albums)              | 12             |
| США (Billboard Top Tastemaker Albums)        | 2              |